# Oudaseweg
De Oudaseweg is een weg in de Nederlandse gemeente Culemborg. De weg begint aan de noordzijde bij het kruispunt met de Weidsteeg en gaat aan de zuidzijde over in de Smalriemseweg. Deze overgang markeert tevens de grens tussen de gemeenten Culemborg en Buren.
De weg heeft in de loop der tijd diverse namen gehad. Op de kaart van Jacob Perrenot uit 1761 wordt de weg als Oude Ascheweg aangeduid. Later werd het de Smalriemseweg genoemd. Door een grenscorrectie in de jaren 60 van de 20e eeuw ging een deel van de Smalriemseweg over van de gemeente Beusichem maar de gemeente Culemborg. Dat deel werd op 12 februari 1979 hernoemd tot Oudaseweg.
Voor de herkomst van de naam zijn enkele theorieën. Zo zou het een verbastering kunnen zijn van Oude Essenweg. Een andere theorie stelt dat er in de middeleeuwen een riviertje liep van Beusichem richting Redichem, en een oude naam voor een riviertje is A.
Mogelijk liep vroeger de bandijk van de Lek langs de Oudaseweg. De Kalveren, een strook grond tussen de Oudaseweg en de huidige Beudischemsedijk, zou dan een voormalige uiterwaard zijn die later is bedijkt. In dit gebied ligt nog een kwelkade.
In 1773 werd de Tielse Zandweg aangelegd, dat een onderdeel werd van de postweg tussen Utrecht en Tiel. Deels werd er van bestaande wegen gebruikgemaakt, waaronder de Oudaseweg.